# Lithocoelus
Lithocoelus is een geslacht van kevers uit de familie  
kniptorren (Elateridae).
Het geslacht is voor het eerst wetenschappelijk beschreven in 1975 door Dolin.

## Soorten
Het geslacht omvat de volgende soorten:
- Lithocoelus detrusus Dolin, 1975
- Lithocoelus karatavicus Dolin, 1975